# فراونشيمزي
جزيرة فراونشيمزي (بالألمانية: Frauenchiemsee)، هي ثاني أكبر جزيرة من بين ثلاث جزر في شيمزي في ألمانيا. وهي تابعة لولاية بافاريا.